# Ofensiva no noroeste da Síria de 2019–2020
A Ofensiva no Noroeste da Síria, denominada como "Amanhecer de Idlib 2", foi uma operação militar iniciada pelas forças armadas da República Árabe Síria, Rússia, Irão, Hezbollah e outros grupos aliados contra territórios controlados pelos jihadistas de Tahrir al-Sham, Centro de Operações Incitem os Crentes, o Partido Islâmico do Turquestão na Síria e outros grupos radicais, bem como, contra o movimento pró-turco Exército Nacional Sírio na província de Idlib. A ofensiva começou a 19 de dezembro de 2019, e cerca de 980.000 civis ficaram deslocados como consequência do avanço das forças governamentais nos territórios controlados pelas forças da oposição. Outra consequência deste avanço das tropas sírias foi o cerco a vários postos de observação controlados pelas forças armadas da Turquia, instalados em territórios rebeldes e jihadistas como consequência do acordo de Sochi de 2018 para desmilitarizar a província. 
Em 27 de fevereiro de 2020, a Turquia formalizou uma operação militar, denominada "Operação Escudo da Primavera", com o objectivo de expulsar as forças governamentais sírias dos territórios rebeldes capturados e forçar o governo sírio a recuar para as fronteiras pré-ofensiva. Apesar de fortes ataques contra posições sírias e ofensivas rebeldes apoiados pelas forças turcas, a operação fracassou.
A 5 de março de 2020, após uma reunião entre o presidente turco Erdogan e o presidente russo Vladimir Putin, foi anunciado um cessar-fogo a começar à meia-noite do dia 6 de março. O acordo russo-turco de cessar-fogo reconhece como irreversíveis os ganhos efetuados pelas forças governamentais sírias, em especial a importante ligação rodoviária M5 que liga Damasco a Alepo e que passa por Saraqib (importante bastião da oposição capturado pelo governo), bem como estabelece uma zona de segurança de 6 km ao longo de outra autoestrada, a M4, que liga a zona costeira a Alepo. O acordo prevê patrulhas conjuntas a começarem a partir de 15 de março, com a Turquia a ser obrigada a expulsar as forças anti-governo desta zona, com a ressalva que a Síria e Rússia poderão retomar a ofensiva caso tal não seja cumprido.

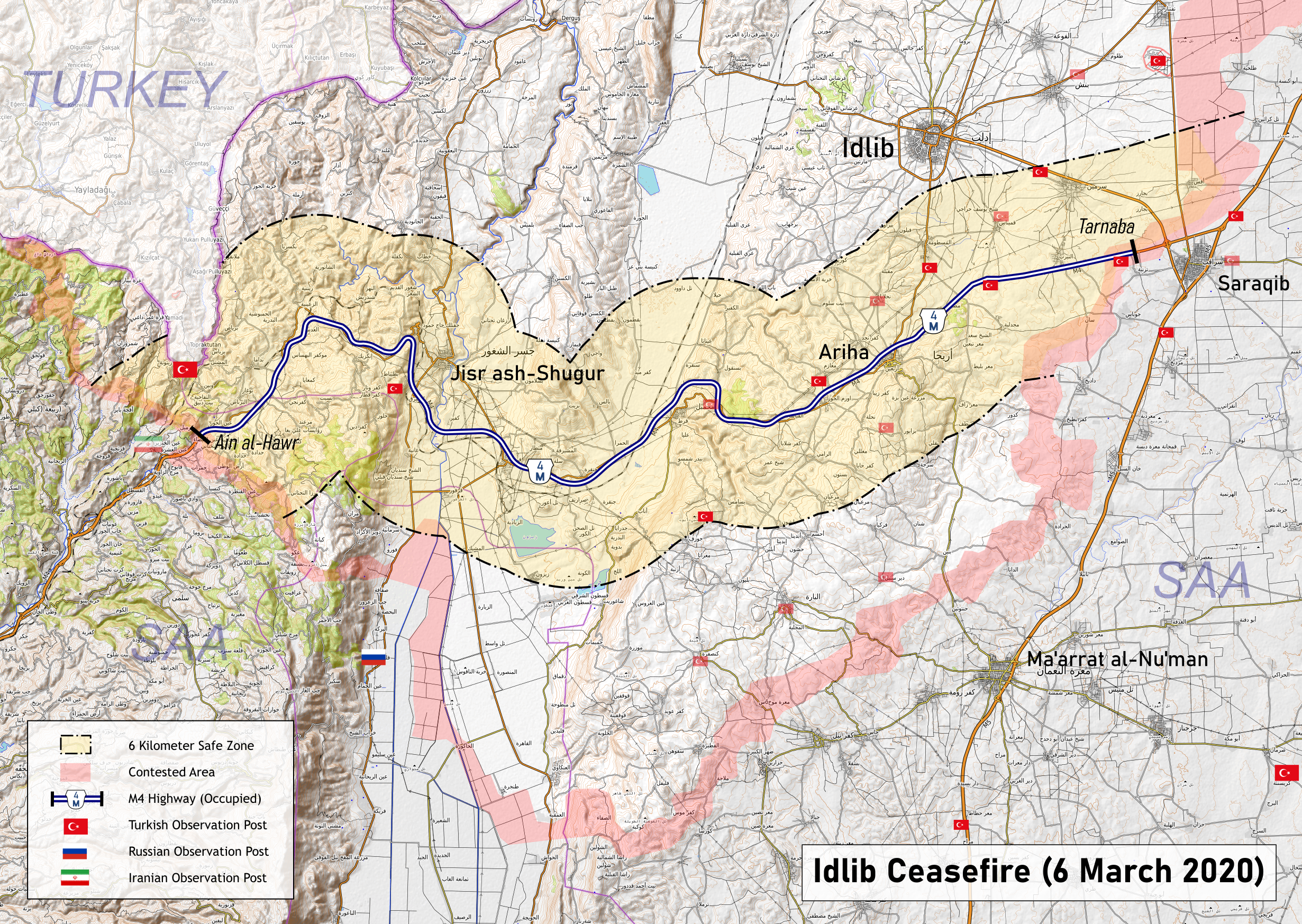
Mapa da zona de segurança na M4 acordada no cessar-fogo negociado por Rússia e Turquia

## Reações

### Supranacionais
- Organização das Nações Unidas: O porta-voz do Alto Comissariado das Nações Unidas para Direitos Humanos Rupert Colville, questionado sobre se a Síria e a Rússia estavam intencionalmente atingindo civis e edifícios protegidos, dizendo: "A vasta quantidade de ataques em hospitais, instalações médicas, e escolas sugerem que (os ataques) não podem ser todos acidentais"[15]. A Alta-Comissária da Comissão da ONU para os Direitos Humanos Michelle Bachelet disse: "Famílias inteiras, algumas que fugiram de um canto da Síria para o outro ao longo da última década, estão tragicamente encontrando bombas como parte do seu dia-a-dia. Como é que alguém poderá justificar cometer ataques tão desumanos e indiscriminados?"[16].

### Nacionais
- Itália: Em 25 de dezembro de 2019, o Ministro dos Negócios Estrangeiros Luigi Di Maio, enquanto falava da vontade do seu país em estabelecer um cessar-fogo na Guerra Civil Líbia, disse que as situações na Líbia e na Síria eram semelhantes[17].
- Câmara dos Representantes da Líbia: Em 2 de março de 2020, o governo sírio anunciou que a Embaixada da Líbia em Damasco iria ser reaberta após 8 anos de encerramento[18]. O governo líbio de Khalifa Hafter assinou um memorando de entendimento com o governo sírio para reabrir embaixadas nos respectivos países e enfrentar a "interferência turca"[19].
- Turquia: Em 31 de janeiro de 2020, o presidente Recep Tayyip Erdoğan pediu ao governo sírio para parar a sua ofensiva na província de Idlib, e ameaçou com uma intervenção militar caso tal não acontecesse[20].
- Emirados Árabes Unidos: No 48.º aniversário do Dia Nacional dos EAU (2 de dezembro de 2019), um oficial da Embaixada do país na Síria elogiou as ações do governo sírio e afirmando que o presidente sírio Bashar al-Assad estava agindo de forma sábia[21].
- Estados Unidos: Em 26 de dezembro de 2019, presidente Donald Trump avisou através do Twitter que "Rússia, Síria e Irão estão a matar, ou em vias de matar, milhares de civis inocentes na província de Idlib", e acrescentando que "a Turquia estão a trabalhar duramente para travar o massacre."[22] O Embaixador dos EUA para a Síria James Jeffrey avisou que a ofensiva iria criar uma crise humanitária[20]. O Secretário de Estado Mike Pompeo condenou as ações da Rússia, Irão, Hezbollah e o Governo Sírio na província de Idlib e disse que estes estavam intencionalmente impedir a implementação de um cessar-fogo no norte da Síria[23].
- China: O Embaixador chinês na ONU Zhang Jun disse a 28 de janeiro de 2020 que o "terrorismo é um facto subjacente" no conflito e "erradicar tais forças é um requisito necessário para a restauração de paz e estabilidade na Síria. [Terroristas] devem ser totalmente esmagados, e portos seguros estabelecidos pelas forças terroristas na Síria devem ser liquidados. Ao mesmo tempo, operações anti-terrorismo devem tomar precauções para não afetarem civis."[24]

### Locais
- Tahrir al-Sham: Em resposta à ofensiva iniciada a 19 de dezembro, o líder de Tahrir al-Sham Abu Mohammad al-Julani disse numa declaração vídeo que a ofensiva iria afetar estabilidade regional e as vidas de pessoas pela região, nomeadamente no Levante, Turquia, Arábia Saudita, Iémen, Iraque e Golfo Pérsico. Julani também afirmou que HTS conseguiu muitos dos seus objetivos na Síria, como enfraquecer o estado do Exército Árabe Sírio e a economia síria; Julani criticou o papel da Rússia em apoiar o governo Sírio como uma tentativa de recuperar a influência que a Rússia tinha na era soviética[25].